# Pokémon Rumble U
Pokémon Rumble U (ポケモンスクランブルU, Pocket Monsters Sukuranburu U) é um jogo eletrônico de ação de 2013 da série Pokémon disponível no Wii U eShop. É o sucessor do jogo 3DS de 2011, Pokémon Rumble Blast. Inclui todos os Pokémon das primeiras cinco gerações. Podem jogar até 100 Pokémon e 4 jogadores ao mesmo tempo. É o primeiro jogo de Wii U a utilizar a função NFC do Wii U GamePad. Foi lançado no Japão em 24 de abril de 2013, na Europa em 15 de agosto de 2013 e na América do Norte em 29 de agosto de 2013.

## Jogabilidade
Pokémon Rumble U apresenta elementos de jogabilidade semelhantes ao seu antecessor; entretanto, em Rumble U, o jogador controla Pokémon e luta ao lado deles contra outros Pokémon em arenas de batalha. Um Pokémon chefe deve ser combatido no final de cada arena de batalha. Conforme o jogador avança, novas arenas de batalha são desbloqueadas. Outras arenas de batalha podem ser selecionadas a partir de um menu. Progressivamente, as dificuldades da arena de batalha continuam a aumentar. Assim que a arena de batalha for concluída, o jogador será recompensado com moedas e novos Pokémon. O jogo também usa estatuetas, semelhantes a Skylanders e Disney Infinity, para adicionar conteúdo ao jogo.

## Sinopse
Depois de um acidente na Loja Pokémon Toy, algumas cápsulas Pokémon são arrastadas por um rio e levadas para uma margem estranha. Pikachu, Snivy, Tepig e Oshawott emergem das cápsulas Pokémon e partem para encontrar o caminho de volta à Loja de Pokémon Toy. No curso de sua jornada, eles descobrem Pokémon relutantes em retornar à Loja de Brinquedos. É até descoberto que os quatro Pokémon foram intencionalmente jogados no rio em primeiro lugar.

## Desenvolvimento
Antes do lançamento de Pokémon Rumble U , a Nintendo anunciou que seria o primeiro jogo a usar o componente NFC do Wii U. Na mesma época, a Nintendo anunciou que estatuetas seriam distribuídas. Assim que o jogo foi colocado à venda na Europa, uma edição especial incluindo duas miniaturas NFC, um pôster e um código para baixar o jogo foi distribuída nas lojas de jogos. As estatuetas Pokémon são utilizadas colocando-as na seção NFC do Wii U GamePad; isso permite o uso do mesmo Pokémon no jogo. As estatuetas NFC foram vendidas no Japão, Europa e Estados Unidos. No entanto, eles não foram vendidos no Canadá. Um porta-voz da Nintendo comentou, alegando que a disponibilidade nos Estados Unidos era limitada.